# 川連漆器

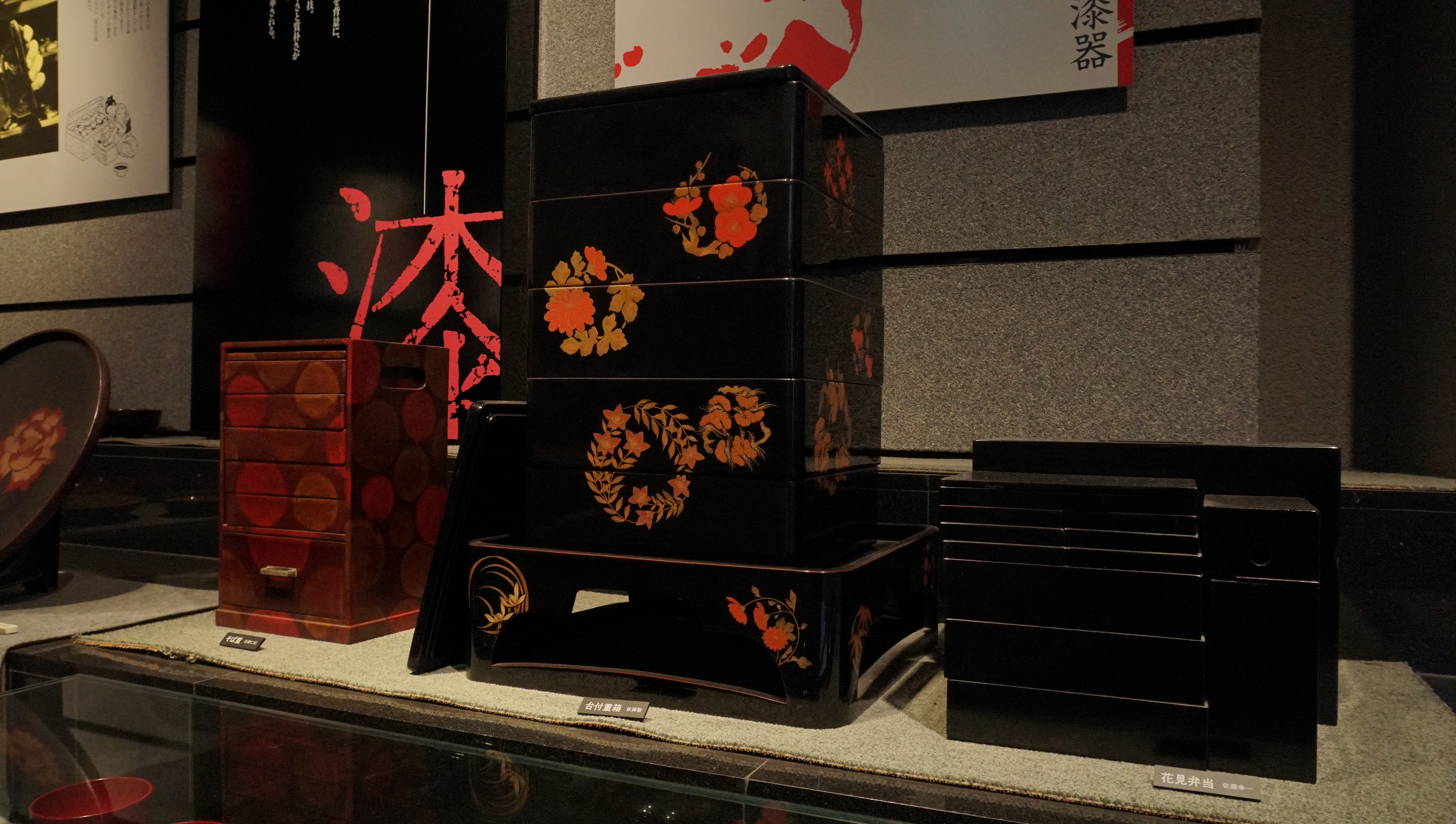
川連漆器

川連漆器（かわつらしっき）は、秋田県湯沢市に伝わる伝統工芸品である。

## 歴史
鎌倉時代（1193年）、源頼朝の家人で稲庭城主の小野寺重道の弟、道矩公が、家臣に鞘、弓、鎧などの武具に漆を塗らせたのが始まりとされている。本格的に漆器産業が始まったのは17世紀中頃、元和（1615年）から元禄にかけてであり、川連村を中心におよそ26戸が椀師業を営んだという。文化12年（1815年）、藩の許可を得て朱塗りの漆器をつくり販路を他国にひらき、江戸時代後期には藩の保護政策のもとに、椀、膳、重箱など幅広い漆器がつくられるようになり、沈金や蒔絵などの飾りが加わって、産業基盤をさらに大きく築いた。明治29年（1896年）川連村漆器同業組合が発足。近年は新製品開発など、販路の拡大によって多種企業との連携で全国展開が見られる。
昭和51年（1976年）国の伝統的工芸品に認定され、平成8年（1996年）秋田県の伝統工芸品に選ばれた。地域団体商標にも登録されている。

## 特徴
地塗りと中塗りを何度も繰り返した後、塗り立てと言われる「花塗り」で仕上げるのが特徴である。丈夫で使いやすく廉価なため、普段使いに喜ばれる実用漆器である。
加飾は川連の特有の沈金、蒔絵を施す。